# Cvadrivector
În relativitatea specială, un cvadrivector (uneori vectorul Lorentz) este un obiect matematic cu patru componente, care se transformă într-un mod specific sub efectul transformărilor Lorentz. Mai precis, un cvadrivector este un element al unui spațiu vectorial cvadridimensional considerat ca spațiu de reprezentare a reprezentării standard a grupului Lorentz, reprezentarea (1/2,1/2 ). El diferă de un vector euclidian prin modul în care este determinată mărimea sa. Transformările care păstrează această mărime sunt transformările Lorentz, care includ rotațiile spațiale și impulsurile (o schimbare cu o viteză constantă într-un alt cadru de referință inerțial).:ch1
Cvadrivectorii descriu, de exemplu, poziția {\displaystyle x^{\mu }} în spațiu-timp modelat ca spațiu Minkowski, impulsul cvadruplu al unei particule {\displaystyle p^{\mu }}, amplitudinea potențialului cvadruplu electromagnetic {\displaystyle A^{\mu }(x)} într-un punct x din spațiu-timp și elementele subspațiului acoperit de matricele gamma din cadrul algebrei Dirac.
Grupul Lorentz poate fi reprezentat prin matrici 4×4 Λ. Acțiunea unei transformări Lorentz asupra unui cvadrivector contravariant general X (ca în exemplele de mai sus), considerat ca un vector coloană cu coordonate carteziene în raport cu un cadru inerțial în intrări, este dată de formula
{\displaystyle X'=\Lambda X,}
(înmulțire matriceală) în care componentele obiectului primat se referă la noul cadru. În legătură cu exemplele de mai sus care sunt date ca vectori contravarianți, există, de asemenea, vectorii covarianți corespunzători xμ, pμ și Aμ(x). Aceștia se transformă în conformitate cu regula
{\displaystyle X'=\left(\Lambda ^{-1}\right)^{\textrm {T}}X,}
unde T reprezintă transpusa matricei. Această regulă este diferită de cea de mai sus. Ea corespunde reprezentării duble a reprezentării standard. Cu toate acestea, pentru grupul Lorentz, dublul oricărei reprezentări este echivalent cu reprezentarea originală. Astfel, obiectele cu indici covarianți sunt și ele cvadrivectori.
Pentru un exemplu de obiect cu patru componente în relativitatea specială care se comportă bine și care nu este un cvadrivector, a se vedea bispinor⁠(d). Acesta este definit în mod similar, cu diferența că regula de transformare sub transformări Lorentz este dată de o altă reprezentare decât reprezentarea standard. În acest caz, regula este X′ = Π(Λ)X, unde Π(Λ) este o matrice 4×4 diferită de Λ. Observații similare se aplică obiectelor cu mai puține sau mai multe componente care se comportă bine în cazul transformărilor Lorentz. Acestea includ scalari, spinori⁠(d), tensori și spinori-tensori.
Articolul are în vedere cvadrivectori în contextul relativității speciale. Deși conceptul de cvadrivectori se extinde și la relativitatea generală, unele dintre rezultatele enunțate în acest articol necesită modificări în relativitatea generală.

## Notație
Notațiile din acest articol sunt: litere aldine mici pentru vectori tridimensionali, pălării pentru vectori unitari tridimensionali, litere aldine majuscule pentru vectori cvadridimensionali (cu excepția gradientului cvadrimensional) și notația indicilor tensoriali.

## Algebră cu cvadrivectori

### Cvadrivectori într-o bază cu valori reale
Un cvadrivector A este un vector cu o componentă „temporală” și trei componente „spațiale” și poate fi scris în diverse notații echivalente:{\displaystyle {\begin{aligned}\mathbf {A} &=\left(A^{0},\,A^{1},\,A^{2},\,A^{3}\right)\\&=A^{0}\mathbf {E} _{0}+A^{1}\mathbf {E} _{1}+A^{2}\mathbf {E} _{2}+A^{3}\mathbf {E} _{3}\\&=A^{0}\mathbf {E} _{0}+A^{i}\mathbf {E} _{i}\\&=A^{\alpha }\mathbf {E} _{\alpha }\end{aligned}}}unde A α este componenta mărimii și Eα este componenta vectorului de bază; rețineți că ambele sunt necesare pentru a face un vector și că, atunci când Aα este văzut singur, se referă strict la componentele vectorului.
Indicii superiori indică componentele contravariante. Aici, convenția standard este că indicii latini iau valori pentru componentele spațiale, astfel încât i = 1, 2, 3, iar indicii greci iau valori pentru componentele spațiale și temporale, astfel încât α = 0, 1, 2, 3, utilizate cu convenția de însumare. Separarea dintre componenta temporală și componentele spațiale este utilă atunci când se determină contracțiile unui cvadrivector cu alte cantități tensoriale, cum ar fi pentru calcularea invarianților Lorentz în produsele interne (exemplele sunt prezentate mai jos) sau pentru ridicarea și coborârea indicilor.
În relativitatea specială, baza spațială E1, E2, E3 și componentele A1, A2, A3 sunt adesea baze și componente carteziene:{\displaystyle {\begin{aligned}\mathbf {A} &=\left(A_{t},\,A_{x},\,A_{y},\,A_{z}\right)\\&=A_{t}\mathbf {E} _{t}+A_{x}\mathbf {E} _{x}+A_{y}\mathbf {E} _{y}+A_{z}\mathbf {E} _{z}\\\end{aligned}}}deși, desigur, se poate utiliza orice altă bază și componente, cum ar fi coordonatele polare sferice{\displaystyle {\begin{aligned}\mathbf {A} &=\left(A_{t},\,A_{r},\,A_{\theta },\,A_{\phi }\right)\\&=A_{t}\mathbf {E} _{t}+A_{r}\mathbf {E} _{r}+A_{\theta }\mathbf {E} _{\theta }+A_{\phi }\mathbf {E} _{\phi }\\\end{aligned}}}sau coordonate polare cilindrice,{\displaystyle {\begin{aligned}\mathbf {A} &=(A_{t},\,A_{r},\,A_{\theta },\,A_{z})\\&=A_{t}\mathbf {E} _{t}+A_{r}\mathbf {E} _{r}+A_{\theta }\mathbf {E} _{\theta }+A_{z}\mathbf {E} _{z}\\\end{aligned}}}sau orice alte coordonate ortogonale, sau chiar coordonate curbilinii generale. Rețineți că etichetele coordonatelor sunt întotdeauna subscrise ca etichete și nu sunt indici care iau valori numerice. În relativitatea generală, trebuie utilizate coordonate curbilinii locale într-o bază locală. Din punct de vedere geometric, un cvadrivector poate fi interpretat în continuare ca o săgeată, dar în spațiu-timp - nu doar în spațiu. În relativitate, săgețile sunt desenate ca parte a diagramei Minkowski (numită și diagrama spațiu-timp). În acest articol, cvadrivectorii vor fi denumiți pur și simplu vectori.
De asemenea, se obișnuiește să se reprezinte bazele prin vectori coloană:{\displaystyle \mathbf {E} _{0}={\begin{pmatrix}1\\0\\0\\0\end{pmatrix}}\,,\quad \mathbf {E} _{1}={\begin{pmatrix}0\\1\\0\\0\end{pmatrix}}\,,\quad \mathbf {E} _{2}={\begin{pmatrix}0\\0\\1\\0\end{pmatrix}}\,,\quad \mathbf {E} _{3}={\begin{pmatrix}0\\0\\0\\1\end{pmatrix}}}astfel încât:{\displaystyle \mathbf {A} ={\begin{pmatrix}A^{0}\\A^{1}\\A^{2}\\A^{3}\end{pmatrix}}}Relația dintre coordonatele covariante și contravariante se face prin intermediul tensorului metric Minkowski (denumit metrică), η, care ridică și coboară indicii după cum urmează:
{\displaystyle A_{\mu }=\eta _{\mu \nu }A^{\nu }\,,}și, în diferite notații echivalente, componentele covariante sunt:{\displaystyle {\begin{aligned}\mathbf {A} &=(A_{0},\,A_{1},\,A_{2},\,A_{3})\\&=A_{0}\mathbf {E} ^{0}+A_{1}\mathbf {E} ^{1}+A_{2}\mathbf {E} ^{2}+A_{3}\mathbf {E} ^{3}\\&=A_{0}\mathbf {E} ^{0}+A_{i}\mathbf {E} ^{i}\\&=A_{\alpha }\mathbf {E} ^{\alpha }\\\end{aligned}}}unde indicele coborât indică faptul că este covariantă. Adesea, metrica este diagonală, așa cum este cazul coordonatelor ortogonale (a se vedea elementul de linie), dar nu și în cazul coordonatelor curbilinii generale.
Bazele pot fi reprezentate prin vectori coloană:{\displaystyle \mathbf {E} ^{0}={\begin{pmatrix}1&0&0&0\end{pmatrix}}\,,\quad \mathbf {E} ^{1}={\begin{pmatrix}0&1&0&0\end{pmatrix}}\,,\quad \mathbf {E} ^{2}={\begin{pmatrix}0&0&1&0\end{pmatrix}}\,,\quad \mathbf {E} ^{3}={\begin{pmatrix}0&0&0&1\end{pmatrix}}}astfel încât:{\displaystyle \mathbf {A} ={\begin{pmatrix}A_{0}&A_{1}&A_{2}&A_{3}\end{pmatrix}}}Motivația convențiilor de mai sus constă în faptul că produsul scalar este un scalar, a se vedea mai jos pentru detalii.

### Transformarea Lorentz
Având în vedere două cadre de referință inerțiale sau rotite, un cvadrivector este definit ca o mărime care se transformă în funcție de matricea de transformare Lorentz Λ:{\displaystyle \mathbf {A} '={\boldsymbol {\Lambda }}\mathbf {A} }În notația indicelui, componentele contravariante și covariante se transformă în conformitate cu, respectiv:{\displaystyle {A'}^{\mu }=\Lambda ^{\mu }{}_{\nu }A^{\nu }\,,\quad {A'}_{\mu }=\Lambda _{\mu }{}^{\nu }A_{\nu }}în care matricea Λ are componentele Λμν în rândul μ și coloana ν, iar matricea (Λ−1)T are componentele Λμν în rândul μ și coloana ν.
Pentru informații despre natura acestei definiții a transformării, a se vedea tensor. Toți cvadrivectorii se transformă în același mod, iar acest lucru poate fi generalizat la tensori relativistici cvadridimensionali; a se vedea relativitatea specială.

#### Rotații pure în jurul unei axe arbitrare
Pentru două cadre rotite cu un unghi fix θ în jurul unei axe definite de versorul:{\displaystyle {\hat {\mathbf {n} }}=\left({\hat {n}}_{1},{\hat {n}}_{2},{\hat {n}}_{3}\right)\,,}fără nicio amplificare, matricea Λ are componentele date de:{\displaystyle {\begin{aligned}\Lambda _{00}&=1\\\Lambda _{0i}=\Lambda _{i0}&=0\\\Lambda _{ij}&=\left(\delta _{ij}-{\hat {n}}_{i}{\hat {n}}_{j}\right)\cos \theta -\varepsilon _{ijk}{\hat {n}}_{k}\sin \theta +{\hat {n}}_{i}{\hat {n}}_{j}\end{aligned}}}unde δij este delta Kronecker, iar εijk este simbolul Levi-Civita tridimensional. Componentele spațiale ale cvadrivectorilor sunt rotite, în timp ce componentele temporale rămân neschimbate.
În cazul rotirilor numai în jurul axei z, partea spațială a matricei Lorentz se reduce la matricea de rotație în jurul axei z:{\displaystyle {\begin{pmatrix}{A'}^{0}\\{A'}^{1}\\{A'}^{2}\\{A'}^{3}\end{pmatrix}}={\begin{pmatrix}1&0&0&0\\0&\cos \theta &-\sin \theta &0\\0&\sin \theta &\cos \theta &0\\0&0&0&1\\\end{pmatrix}}{\begin{pmatrix}A^{0}\\A^{1}\\A^{2}\\A^{3}\end{pmatrix}}\ .}

#### Amplificări absolute într-o direcție arbitrară

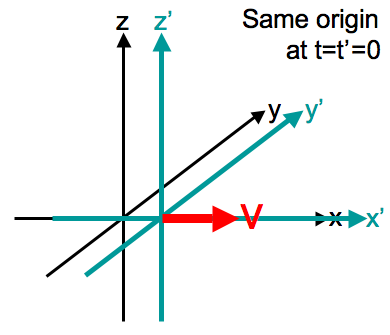
Configurația standard a sistemelor de coordonate; pentru un impuls Lorentz în direcția x.

Pentru două cadre care se deplasează cu trei viteze relative constante v (nu cu patru viteze, a se vedea mai jos), este convenabil să se denumească și să se definească viteza relativă în unități de c prin:{\displaystyle {\boldsymbol {\beta }}=(\beta _{1},\,\beta _{2},\,\beta _{3})={\frac {1}{c}}(v_{1},\,v_{2},\,v_{3})={\frac {1}{c}}\mathbf {v} \,.}Atunci, fără rotații, matricea Λ are componentele date de:{\displaystyle {\begin{aligned}\Lambda _{00}&=\gamma ,\\\Lambda _{0i}=\Lambda _{i0}&=-\gamma \beta _{i},\\\Lambda _{ij}=\Lambda _{ji}&=(\gamma -1){\frac {\beta _{i}\beta _{j}}{\beta ^{2}}}+\delta _{ij}=(\gamma -1){\frac {v_{i}v_{j}}{v^{2}}}+\delta _{ij},\\\end{aligned}}}unde factorul Lorentz este definit de:{\displaystyle \gamma ={\frac {1}{\sqrt {1-{\boldsymbol {\beta }}\cdot {\boldsymbol {\beta }}}}}\,,} iar δij este delta Kronecker. Spre deosebire de cazul rotațiilor absolute, componentele spațiale și temporale sunt amestecate în cazul amplificărilor.
Pentru cazul unei amplificări doar în direcția x, matricea se reduce la:{\displaystyle {\begin{pmatrix}A'^{0}\\A'^{1}\\A'^{2}\\A'^{3}\end{pmatrix}}={\begin{pmatrix}\cosh \phi &-\sinh \phi &0&0\\-\sinh \phi &\cosh \phi &0&0\\0&0&1&0\\0&0&0&1\\\end{pmatrix}}{\begin{pmatrix}A^{0}\\A^{1}\\A^{2}\\A^{3}\end{pmatrix}}}În cazul în care a fost utilizată expresia rapidității ϕ, scrisă în termenii funcțiilor hiperbolice:{\displaystyle \gamma =\cosh \phi }. Această matrice Lorentz ilustrează amplificarea ca fiind o rotație hiperbolică în spațiu-timpul cvadridimensional, analogă cu rotația circulară de mai sus în spațiul tridimensional.

### Proprietăți

#### Liniaritate
Cvadrivectorii au aceleași proprietăți de liniaritate ca și vectorii euclidieni în trei dimensiuni. Aceștia pot fi adunați în modul obișnuit de intrare:{\displaystyle \mathbf {A} +\mathbf {B} =\left(A^{0},A^{1},A^{2},A^{3}\right)+\left(B^{0},B^{1},B^{2},B^{3}\right)=\left(A^{0}+B^{0},A^{1}+B^{1},A^{2}+B^{2},A^{3}+B^{3}\right)}și, în mod similar, înmulțirea scalară cu un scalar λ este definită la intrare prin:{\displaystyle \lambda \mathbf {A} =\lambda \left(A^{0},A^{1},A^{2},A^{3}\right)=\left(\lambda A^{0},\lambda A^{1},\lambda A^{2},\lambda A^{3}\right)}Atunci, scăderea este operația inversă a adunării, definită la intrare prin:{\displaystyle \mathbf {A} +(-1)\mathbf {B} =\left(A^{0},A^{1},A^{2},A^{3}\right)+(-1)\left(B^{0},B^{1},B^{2},B^{3}\right)=\left(A^{0}-B^{0},A^{1}-B^{1},A^{2}-B^{2},A^{3}-B^{3}\right)}

#### Tensorul Minkowski
Aplicând tensorul Minkowski ημν la doi cvadrivectori A și B, scriind rezultatul în notația produsului scalar, avem, folosind notația lui Einstein:{\displaystyle \mathbf {A} \cdot \mathbf {B} =A^{\mu }B^{\nu }\mathbf {E} _{\mu }\cdot \mathbf {E} _{\nu }=A^{\mu }\eta _{\mu \nu }B^{\nu }}în relativitatea specială. Produsul scalar al vectorilor de bază este metrica Minkowski, spre deosebire de delta Kronecker, ca în spațiul euclidian. Este convenabil să se rescrie definiția sub formă de matrice:{\displaystyle \mathbf {A\cdot B} ={\begin{pmatrix}A^{0}&A^{1}&A^{2}&A^{3}\end{pmatrix}}{\begin{pmatrix}\eta _{00}&\eta _{01}&\eta _{02}&\eta _{03}\\\eta _{10}&\eta _{11}&\eta _{12}&\eta _{13}\\\eta _{20}&\eta _{21}&\eta _{22}&\eta _{23}\\\eta _{30}&\eta _{31}&\eta _{32}&\eta _{33}\end{pmatrix}}{\begin{pmatrix}B^{0}\\B^{1}\\B^{2}\\B^{3}\end{pmatrix}}}caz în care ημν de mai sus este intrarea în rândul μ și coloana ν a metricii Minkowski ca matrice pătrată. Metrica Minkowski nu este o metrică euclidiană, deoarece este indefinită (a se vedea signatura metrică). Se pot folosi o serie de alte expresii, deoarece tensorul metric poate ridica și coborî componentele lui A sau B. Pentru componentele contra/covariante ale lui A și componentele co/contravariante ale lui B, avem:{\displaystyle \mathbf {A} \cdot \mathbf {B} =A^{\mu }\eta _{\mu \nu }B^{\nu }=A_{\nu }B^{\nu }=A^{\mu }B_{\mu }}deci în notația matriceală:{\displaystyle \mathbf {A} \cdot \mathbf {B} ={\begin{pmatrix}A_{0}&A_{1}&A_{2}&A_{3}\end{pmatrix}}{\begin{pmatrix}B^{0}\\B^{1}\\B^{2}\\B^{3}\end{pmatrix}}={\begin{pmatrix}B_{0}&B_{1}&B_{2}&B_{3}\end{pmatrix}}{\begin{pmatrix}A^{0}\\A^{1}\\A^{2}\\A^{3}\end{pmatrix}}}în timp ce pentru A și B fiecare în componente covariante:{\displaystyle \mathbf {A} \cdot \mathbf {B} =A_{\mu }\eta ^{\mu \nu }B_{\nu }} cu o expresie matriceală similară cu cea de mai sus.
Aplicând tensorul Minkowski la un cvadrivector A cu el însuși, obținem:{\displaystyle \mathbf {A\cdot A} =A^{\mu }\eta _{\mu \nu }A^{\nu }}care, în funcție de caz, poate fi considerat pătratul sau negativul lungimii vectorului.
În continuare sunt prezentate două opțiuni comune pentru tensorul metric în baza standard (în esență, coordonate carteziene). Dacă se utilizează coordonate ortogonale, ar exista factori de scalare de-a lungul părții diagonale a părții spațiale a metricii, în timp ce pentru coordonate curbilinii generale întreaga parte spațială a metricii ar avea componente dependente de baza curbilinie utilizată.

##### Baza standard, signatura (−++)
În signatura metrică (+−−−), evaluarea însumării peste indici dă:{\displaystyle \mathbf {A} \cdot \mathbf {B} =A^{0}B^{0}-A^{1}B^{1}-A^{2}B^{2}-A^{3}B^{3}}în timp ce în formă de matrice:{\displaystyle \mathbf {A\cdot B} ={\begin{pmatrix}A^{0}&A^{1}&A^{2}&A^{3}\end{pmatrix}}{\begin{pmatrix}1&0&0&0\\0&-1&0&0\\0&0&-1&0\\0&0&0&-1\end{pmatrix}}{\begin{pmatrix}B^{0}\\B^{1}\\B^{2}\\B^{3}\end{pmatrix}}}Este o temă recurentă în relativitatea specială să luăm expresia{\displaystyle \mathbf {A} \cdot \mathbf {B} =A^{0}B^{0}-A^{1}B^{1}-A^{2}B^{2}-A^{3}B^{3}=C}într-un cadru de referință, unde C este valoarea produsului scalar în acest cadru, și:{\displaystyle \mathbf {A} '\cdot \mathbf {B} '={A'}^{0}{B'}^{0}-{A'}^{1}{B'}^{1}-{A'}^{2}{B'}^{2}-{A'}^{3}{B'}^{3}=C'}într-un alt cadru, în care C′ este valoarea produsului scalar în acest cadru. Atunci, deoarece produsul scalar este un invariant, acestea trebuie să fie egale:{\displaystyle \mathbf {A} \cdot \mathbf {B} =\mathbf {A} '\cdot \mathbf {B} '}adică este:{\displaystyle C=A^{0}B^{0}-A^{1}B^{1}-A^{2}B^{2}-A^{3}B^{3}={A'}^{0}{B'}^{0}-{A'}^{1}{B'}^{1}-{A'}^{2}{B'}^{2}-{A'}^{3}{B'}^{3}}Având în vedere că mărimile fizice în relativitate sunt cvadrivectori, această ecuație are aspectul unei „legi de conservare”, dar nu este vorba de nicio „conservare”. Principala semnificație a produsului scalar Minkowski este că, pentru oricare doi cvadrivectori, valoarea sa este invariabilă pentru toți observatorii; o schimbare a coordonatelor nu are ca rezultat o schimbare a valorii produsului scalar. Componentele cvadrivectorilor se schimbă de la un cadru la altul; A și A′ sunt conectate printr-o transformare Lorentz și, în mod similar, pentru B și B′, deși produsele interioare sunt aceleași în toate cadrele. Cu toate acestea, acest tip de expresie este exploatat în calculele relativiste la fel ca legile de conservare, deoarece mărimile componentelor pot fi determinate fără a efectua în mod explicit transformări Lorentz. Un exemplu particular este cel al energiei și impulsului în relația energie-impuls derivată din impulsul cvadrivectorului (a se vedea și mai jos).
În această signatură avem:{\displaystyle \mathbf {A\cdot A} =\left(A^{0}\right)^{2}-\left(A^{1}\right)^{2}-\left(A^{2}\right)^{2}-\left(A^{3}\right)^{2}}Cu signatura (+−−−), cvadrivectorii pot fi clasificați fie ca fiind asemănători spațiului dacă {\displaystyle \mathbf {A\cdot A} <0}, asemănătoare cu timpul dacă {\displaystyle \mathbf {A\cdot A} >0}, și vectorii nuli dacă {\displaystyle \mathbf {A\cdot A} =0}.

##### Baza standard, signatura (+−−−)
Unii autori definesc η cu semnul opus, caz în care avem signatura metrică (−+++). Evaluând suma cu această signatură:{\displaystyle \mathbf {A\cdot B} =-A^{0}B^{0}+A^{1}B^{1}+A^{2}B^{2}+A^{3}B^{3}}în timp ce forma matriceală este:{\displaystyle \mathbf {A\cdot B} =\left({\begin{matrix}A^{0}&A^{1}&A^{2}&A^{3}\end{matrix}}\right)\left({\begin{matrix}-1&0&0&0\\0&1&0&0\\0&0&1&0\\0&0&0&1\end{matrix}}\right)\left({\begin{matrix}B^{0}\\B^{1}\\B^{2}\\B^{3}\end{matrix}}\right)}Rețineți că, în acest caz, într-un singur cadru:{\displaystyle \mathbf {A} \cdot \mathbf {B} =-A^{0}B^{0}+A^{1}B^{1}+A^{2}B^{2}+A^{3}B^{3}=-C}în timp ce în altul:{\displaystyle \mathbf {A} '\cdot \mathbf {B} '=-{A'}^{0}{B'}^{0}+{A'}^{1}{B'}^{1}+{A'}^{2}{B'}^{2}+{A'}^{3}{B'}^{3}=-C'}astfel încât:{\displaystyle -C=-A^{0}B^{0}+A^{1}B^{1}+A^{2}B^{2}+A^{3}B^{3}=-{A'}^{0}{B'}^{0}+{A'}^{1}{B'}^{1}+{A'}^{2}{B'}^{2}+{A'}^{3}{B'}^{3}}care este echivalentă cu expresia de mai sus pentru C în funcție de A și B. Oricare dintre cele două convenții va funcționa. Cu metrica Minkowski definită în cele două moduri de mai sus, singura diferență între componentele covariante și contravariante ale cvadrivectorilor sunt semnele, prin urmare semnele depind de convenția de semne utilizată.
Avem:{\displaystyle \mathbf {A\cdot A} =-\left(A^{0}\right)^{2}+\left(A^{1}\right)^{2}+\left(A^{2}\right)^{2}+\left(A^{3}\right)^{2}}Cu signatura (−+++), cvadrivectorii pot fi clasificați fie ca fiind asemănători spațiului, dacă {\displaystyle \mathbf {A\cdot A} >0}, asemănătoare cu timpul dacă {\displaystyle \mathbf {A\cdot A} <0}, și nul dacă {\displaystyle \mathbf {A\cdot A} =0}.

##### Vectori dubli
Aplicarea tensorului Minkowski este adesea exprimată ca efect al vectorului dublu al unui vector asupra celuilalt:{\displaystyle \mathbf {A\cdot B} =A^{*}(\mathbf {B} )=A{_{\nu }}B^{\nu }.} Aici Aνs sunt componentele vectorului dublu A* al lui A în baza dublă și se numesc coordonate covariante ale lui A, în timp ce componentele originale ale lui Aν se numesc coordonate contravariante.

## Calcul cvadrivectorial

### Derivate și diferențiale
În relativitatea specială (dar nu și în relativitatea generală), derivata unui cvadrivector în raport cu un scalar λ (invariant) este ea însăși un cvadrivector. De asemenea, este util să se ia diferențiala cvadrivectorului, dA și să se împartă cu diferențiala scalarului, dλ:{\displaystyle {\underset {\text{diferențială}}{d\mathbf {A} }}={\underset {\text{derivată}}{\frac {d\mathbf {A} }{d\lambda }}}{\underset {\text{diferențială}}{d\lambda }}}unde componentele contravariante sunt:{\displaystyle d\mathbf {A} =\left(dA^{0},dA^{1},dA^{2},dA^{3}\right)} în timp ce componentele covariante sunt:{\displaystyle d\mathbf {A} =\left(dA_{0},dA_{1},dA_{2},dA_{3}\right)}. În mecanica relativistă, se ia adesea diferențiala unui cvadrivector și se împarte cu diferențiala în timp propriu (a se vedea mai jos).

## Cvadrivectorii fundamentali

### Poziție cvadruplă
Un punct în spațiul Minkowski este o poziție temporală și spațială, numită „eveniment” sau, uneori, cvadrivectorul sau poziția cvadruplă, descrisă într-un anumit cadru de referință printr-un set de patru coordonate:{\displaystyle \mathbf {R} =\left(ct,\mathbf {r} \right)}, unde r este vectorul de poziție în spațiul tridimensional. În cazul în care r este o funcție a timpului de coordonată t în același cadru, adică r = r (t), aceasta corespunde unei secvențe de evenimente pe măsură ce t variază. Definiția R0 = ct asigură faptul că toate coordonatele au aceleași unități (de distanță). Aceste coordonate sunt componentele cvadrivectorului de poziție pentru eveniment.
Cvadrivectorul de deplasare este definit ca fiind o „săgeată” care leagă două evenimente:{\displaystyle \Delta \mathbf {R} =\left(c\Delta t,\Delta \mathbf {r} \right)}. Pentru poziția cvadri diferențială pe o linie de univers avem, folosind o notație de normă:{\displaystyle \|d\mathbf {R} \|^{2}=\mathbf {dR\cdot dR} =dR^{\mu }dR_{\mu }=c^{2}d\tau ^{2}=ds^{2}\,,}care definește elementul de linie diferențială ds și incrementul de timp propriu diferențial dτ, dar această „normă” este de asemenea:{\displaystyle \|d\mathbf {R} \|^{2}=(cdt)^{2}-d\mathbf {r} \cdot d\mathbf {r} \,,} astfel încât:{\displaystyle (cd\tau )^{2}=(cdt)^{2}-d\mathbf {r} \cdot d\mathbf {r} \,.} Atunci când se iau în considerare fenomenele fizice, ecuațiile diferențiale apar în mod natural; cu toate acestea, atunci când se iau în considerare derivatele spațiale și temporale ale funcțiilor, nu este clar în ce cadru de referință sunt luate aceste derivate. Se convine că derivatele temporale sunt luate în raport cu timpul propriu-zis {\displaystyle \tau }. Deoarece timpul propriu este un invariant, acest lucru garantează că derivata în timp propriu a oricărui cvadrivector este ea însăși un cvadrivector. Este apoi important să se găsească o relație între această derivată a timpului propriu și o altă derivată a timpului (folosind timpul de coordonată t al unui cadru de referință inerțial). Această relație se obține luând intervalul spațiu-timp invariant diferențial de mai sus, apoi împărțind cu (cdt)2 pentru a obține:{\displaystyle \left({\frac {cd\tau }{cdt}}\right)^{2}=1-\left({\frac {d\mathbf {r} }{cdt}}\cdot {\frac {d\mathbf {r} }{cdt}}\right)=1-{\frac {\mathbf {u} \cdot \mathbf {u} }{c^{2}}}={\frac {1}{\gamma (\mathbf {u} )^{2}}}\,,}unde u = dr/dt este viteza în coordonate tridimensionale a unui obiect, măsurată în același cadru cu coordonatele x, y, z și timpul de coordonată t, și{\displaystyle \gamma (\mathbf {u} )={\frac {1}{\sqrt {1-{\frac {\mathbf {u} \cdot \mathbf {u} }{c^{2}}}}}}}este factorul Lorentz. Acest lucru oferă o relație utilă între diferențialele de timp în coordonate și timpul propriu-zis: {\displaystyle dt=\gamma (\mathbf {u} )d\tau \,.} Această relație poate fi găsită, de asemenea, din transformarea timpului în transformările Lorentz.
Cvadrivectorii importanți în teoria relativității pot fi definiți prin aplicarea acestei diferențiale {\displaystyle {\frac {d}{d\tau }}}.
Având în vedere că derivatele parțiale sunt operatori liniari, se poate forma un gradient cvadruplu din derivata temporală parțială ∂/∂t și din gradientul spațial ∇. Utilizând baza standard, în indice și notații prescurtate, componentele contravariante sunt:{\textstyle {\begin{aligned}{\boldsymbol {\partial }}&=\left({\frac {\partial }{\partial x_{0}}},\,-{\frac {\partial }{\partial x_{1}}},\,-{\frac {\partial }{\partial x_{2}}},\,-{\frac {\partial }{\partial x_{3}}}\right)\\&=(\partial ^{0},\,-\partial ^{1},\,-\partial ^{2},\,-\partial ^{3})\\&=\mathbf {E} _{0}\partial ^{0}-\mathbf {E} _{1}\partial ^{1}-\mathbf {E} _{2}\partial ^{2}-\mathbf {E} _{3}\partial ^{3}\\&=\mathbf {E} _{0}\partial ^{0}-\mathbf {E} _{i}\partial ^{i}\\&=\mathbf {E} _{\alpha }\partial ^{\alpha }\\&=\left({\frac {1}{c}}{\frac {\partial }{\partial t}},\,-\nabla \right)\\&=\left({\frac {\partial _{t}}{c}},-\nabla \right)\\&=\mathbf {E} _{0}{\frac {1}{c}}{\frac {\partial }{\partial t}}-\nabla \\\end{aligned}}}Rețineți că vectorii de bază sunt plasați în fața componentelor, pentru a preveni confuzia între a lua derivata vectorului de bază sau pur și simplu a indica faptul că derivata parțială este o componentă a acestui cvadrivector. Componentele covariante sunt:{\textstyle {\begin{aligned}{\boldsymbol {\partial }}&=\left({\frac {\partial }{\partial x^{0}}},\,{\frac {\partial }{\partial x^{1}}},\,{\frac {\partial }{\partial x^{2}}},\,{\frac {\partial }{\partial x^{3}}}\right)\\&=(\partial _{0},\,\partial _{1},\,\partial _{2},\,\partial _{3})\\&=\mathbf {E} ^{0}\partial _{0}+\mathbf {E} ^{1}\partial _{1}+\mathbf {E} ^{2}\partial _{2}+\mathbf {E} ^{3}\partial _{3}\\&=\mathbf {E} ^{0}\partial _{0}+\mathbf {E} ^{i}\partial _{i}\\&=\mathbf {E} ^{\alpha }\partial _{\alpha }\\&=\left({\frac {1}{c}}{\frac {\partial }{\partial t}},\,\nabla \right)\\&=\left({\frac {\partial _{t}}{c}},\nabla \right)\\&=\mathbf {E} ^{0}{\frac {1}{c}}{\frac {\partial }{\partial t}}+\nabla \\\end{aligned}}}Deoarece acesta este un operator, nu are o „lungime”, dar evaluând produsul scalar al operatorului cu el însuși se obține un alt operator:{\displaystyle \partial ^{\mu }\partial _{\mu }={\frac {1}{c^{2}}}{\frac {\partial ^{2}}{\partial t^{2}}}-\nabla ^{2}={\frac {{\partial _{t}}^{2}}{c^{2}}}-\nabla ^{2}}numit operatorul D'Alembert.

## Cinematică

### Viteză cvadruplă
Viteza cvadruplă a unei particule este definită de: {\displaystyle \mathbf {U} ={\frac {d\mathbf {X} }{d\tau }}={\frac {d\mathbf {X} }{dt}}{\frac {dt}{d\tau }}=\gamma (\mathbf {u} )\left(c,\mathbf {u} \right),}Din punct de vedere geometric, U este un vector normalizat tangent la linia de univers a particulei. Utilizând diferențiala poziției cvadruplă, se poate obține mărimea vitezei cvadruplă:{\displaystyle \|\mathbf {U} \|^{2}=U^{\mu }U_{\mu }={\frac {dX^{\mu }}{d\tau }}{\frac {dX_{\mu }}{d\tau }}={\frac {dX^{\mu }dX_{\mu }}{d\tau ^{2}}}=c^{2}\,,}pe scurt, mărimea vitezei cvadruple pentru orice obiect este întotdeauna o constantă fixă: {\displaystyle \|\mathbf {U} \|^{2}=c^{2}}Norma este, de asemenea:{\displaystyle \|\mathbf {U} \|^{2}={\gamma (\mathbf {u} )}^{2}\left(c^{2}-\mathbf {u} \cdot \mathbf {u} \right)\,,} astfel încât: {\displaystyle c^{2}={\gamma (\mathbf {u} )}^{2}\left(c^{2}-\mathbf {u} \cdot \mathbf {u} \right)\,,} ceea ce se reduce la definiția factorului Lorentz.
Unitățile de măsură ale vitezei cvadruple sunt m/s în SI și 1 în sistemul de unități geometrizate. Viteza cvadruplă este un vector contravariant.

### Accelerația cvadruplă
Accelerația cvadruplă este dată de:{\displaystyle \mathbf {A} ={\frac {d\mathbf {U} }{d\tau }}=\gamma (\mathbf {u} )\left({\frac {d{\gamma }(\mathbf {u} )}{dt}}c,{\frac {d{\gamma }(\mathbf {u} )}{dt}}\mathbf {u} +\gamma (\mathbf {u} )\mathbf {a} \right).}unde a = du/dt este accelerația în coordonate tridimensionale. Deoarece mărimea lui U este o constantă, accelerația cvadruplă este ortogonală vitezei cvadruple, adică produsul scalar Minkowski al accelerației cvadruple și al vitezei cvadruple este zero:{\displaystyle \mathbf {A} \cdot \mathbf {U} =A^{\mu }U_{\mu }={\frac {dU^{\mu }}{d\tau }}U_{\mu }={\frac {1}{2}}\,{\frac {d}{d\tau }}\left(U^{\mu }U_{\mu }\right)=0\,}ceea ce este valabil pentru toate liniile de univers. Semnificația geometrică a accelerației cvadruple este vectorul de curbură al liniei de univers în spațiul Minkowski.

## Dinamică

### Impuls cvadruplu
Pentru o particulă masivă cu masa de repaus (sau masa invariantă) m0, impulsul cvadruplu este dat de:{\displaystyle \mathbf {P} =m_{0}\mathbf {U} =m_{0}\gamma (\mathbf {u} )(c,\mathbf {u} )=\left({\frac {E}{c}},\mathbf {p} \right)}unde energia totală a particulei în mișcare este: {\displaystyle E=\gamma (\mathbf {u} )m_{0}c^{2}}, iar impulsul relativist total este: {\displaystyle \mathbf {p} =\gamma (\mathbf {u} )m_{0}\mathbf {u} }. Se ia produsul scalar al impulsului cuadruplu cu el însuși:{\displaystyle \|\mathbf {P} \|^{2}=P^{\mu }P_{\mu }=m_{0}^{2}U^{\mu }U_{\mu }=m_{0}^{2}c^{2}}și de asemenea: {\displaystyle \|\mathbf {P} \|^{2}={\frac {E^{2}}{c^{2}}}-\mathbf {p} \cdot \mathbf {p} } ceea ce conduce la relația energie-impuls:{\displaystyle E^{2}=c^{2}\mathbf {p} \cdot \mathbf {p} +\left(m_{0}c^{2}\right)^{2}\,.} Această ultimă relație este utilă în mecanică relativistă, esențială în mecanica cuantică relativistă și în teoria cuantică relativistă a câmpurilor, toate cu aplicații în fizica particulelor.

### Forța cvadruplă
Forța cvadruplă care acționează asupra unei particule este definită în mod analog cu forța tridimensională ca derivată în timp a impulsului tridimensional din a doua lege a lui Newton:{\displaystyle \mathbf {F} ={\frac {d\mathbf {P} }{d\tau }}=\gamma (\mathbf {u} )\left({\frac {1}{c}}{\frac {dE}{dt}},{\frac {d\mathbf {p} }{dt}}\right)=\gamma (\mathbf {u} )\left({\frac {P}{c}},\mathbf {f} \right)}unde P este puterea transferată pentru deplasarea particulei, iar f este forța tridimensională care acționează asupra particulei. Pentru o particulă cu masa invariantă constantă m0, acest lucru este echivalent cu{\displaystyle \mathbf {F} =m_{0}\mathbf {A} =m_{0}\gamma (\mathbf {u} )\left({\frac {d{\gamma }(\mathbf {u} )}{dt}}c,\left({\frac {d{\gamma }(\mathbf {u} )}{dt}}\mathbf {u} +\gamma (\mathbf {u} )\mathbf {a} \right)\right)}Un invariant derivat din forța cvadruplă este: {\displaystyle \mathbf {F} \cdot \mathbf {U} =F^{\mu }U_{\mu }=m_{0}A^{\mu }U_{\mu }=0} din rezultatul de mai sus.

## Termodinamică

### Flux termic cvadruplu
Câmpul vectorial al fluxului termic cvadruplu este în esență similar cu câmpul vectorial al fluxului de căldură 3d q, în cadrul local al fluidului:{\displaystyle \mathbf {Q} =-k{\boldsymbol {\partial }}T=-k\left({\frac {1}{c}}{\frac {\partial T}{\partial t}},\nabla T\right)}unde T este temperatura absolută și k este conductivitatea termică.

### Fluxul numărului de barioni cvadrupli
Fluxul de barioni este:{\displaystyle \mathbf {S} =n\mathbf {U} }, unde n este densitatea numerică a barionilor în cadrul de repaus local al fluidului de barioni (valori pozitive pentru barioni, negative pentru antibarioni) și U este câmpul de viteze cvadruple (al fluidului) ca mai sus.

### Entropie cvadruplă
Vectorul cu entropie cvadruplă este definit de:{\displaystyle \mathbf {s} =s\mathbf {S} +{\frac {\mathbf {Q} }{T}}}, unde s este entropia per barion, iar T este temperatura absolută, în cadrul de repaus local al fluidului.

## Electromagnetism
Exemple de cvadrivectori în electromagnetism sunt următoarele.

### Curent cvadruplu
Curentul cvadruplu electromagnetic (sau, mai corect, densitatea de curent cvadruplu) se definește astfel: {\displaystyle \mathbf {J} =\left(\rho c,\mathbf {j} \right)} formată din densitatea de curent j și densitatea de sarcină ρ.

### Potențial cvadruplu
Potențialul electromagnetic cvadruplu (sau, mai corect, un potențial vectorial cvadruplu EM) este definit prin: {\displaystyle \mathbf {A} =\left({\frac {\phi }{c}},\mathbf {a} \right)} format din potențialul vectorial a și potențialul scalar ϕ.
Potențialul cvadruplu nu este determinat în mod unic, deoarece depinde de o alegere a instrumentului de măsură.
În ecuația undei pentru câmpul electromagnetic:
- În vid, {\displaystyle ({\boldsymbol {\partial }}\cdot {\boldsymbol {\partial }})\mathbf {A} =0}
- Cu o sursă de curent cvadruplu și folosind condiția de măsură Lorenz {\displaystyle ({\boldsymbol {\partial }}\cdot \mathbf {A} )=0} , {\displaystyle ({\boldsymbol {\partial }}\cdot {\boldsymbol {\partial }})\mathbf {A} =\mu _{0}\mathbf {J} }

## Unde

### Frecvență cvadruplă
O undă plană fotonică poate fi descrisă cu ajutorul frecvenței cvadruple definite astfel{\displaystyle \mathbf {N} =\nu \left(1,{\hat {\mathbf {n} }}\right)}, unde ν este frecvența undei și {\displaystyle {\hat {\mathbf {n} }}} este un versor în direcția de deplasare a undei. Acum:{\displaystyle \|\mathbf {N} \|=N^{\mu }N_{\mu }=\nu ^{2}\left(1-{\hat {\mathbf {n} }}\cdot {\hat {\mathbf {n} }}\right)=0}astfel încât frecvența cvadruplă a unui foton este întotdeauna un vector nul.

### Vector de undă cvadruplu
Cantitățile reciproce la timpul t și spațiul r sunt frecvența unghiulară ω și, respectiv, vectorul de undă unghiulară k. Ele formează componentele vectorului de undă cvadruplu:{\displaystyle \mathbf {K} =\left({\frac {\omega }{c}},{\vec {\mathbf {k} }}\right)=\left({\frac {\omega }{c}},{\frac {\omega }{v_{p}}}{\hat {\mathbf {n} }}\right)\,.} Un fascicul de unde de lumină aproape monocromatică poate fi descris prin:{\displaystyle \mathbf {K} ={\frac {2\pi }{c}}\mathbf {N} ={\frac {2\pi }{c}}\nu \left(1,{\hat {\mathbf {n} }}\right)={\frac {\omega }{c}}\left(1,{\hat {\mathbf {n} }}\right)~.}Relațiile lui de Broglie au arătat apoi că vectorul de undă cvadruplu se aplică atât undelor de materie, cât și undelor de lumină:{\displaystyle \mathbf {P} =\hbar \mathbf {K} =\left({\frac {E}{c}},{\vec {p}}\right)=\hbar \left({\frac {\omega }{c}},{\vec {k}}\right)~.}cedând {\displaystyle E=\hbar \omega } și {\displaystyle {\vec {p}}=\hbar {\vec {k}}}, unde ħ este constanta Planck împărțită la 2π.
Pătratul normei este:{\displaystyle \|\mathbf {K} \|^{2}=K^{\mu }K_{\mu }=\left({\frac {\omega }{c}}\right)^{2}-\mathbf {k} \cdot \mathbf {k} \,,} și prin relația lui de Broglie:{\displaystyle \|\mathbf {K} \|^{2}={\frac {1}{\hbar ^{2}}}\|\mathbf {P} \|^{2}=\left({\frac {m_{0}c}{\hbar }}\right)^{2}\,,} avem analogul undelor de materie al relației energie–impuls:{\displaystyle \left({\frac {\omega }{c}}\right)^{2}-\mathbf {k} \cdot \mathbf {k} =\left({\frac {m_{0}c}{\hbar }}\right)^{2}~.} Rețineți că pentru particule fără masă, caz în care m0 = 0, avem: {\displaystyle \left({\frac {\omega }{c}}\right)^{2}=\mathbf {k} \cdot \mathbf {k} \,,}sau ‖k‖ = ω/c. Rețineți că acest lucru este în concordanță cu cazul de mai sus; pentru fotoni cu un vector de undă tridimensional de modul ω / c , în direcția de propagare a undei definită de vectorul unitar{\displaystyle \ {\hat {\mathbf {n} }}~.}

## Teoria cuantică

### Curentul cu probabilități cvadruple
În mecanica cuantică, curentul cu probabilități cvadruple este analog cu curentul electromagnetic cvadruplu:{\displaystyle \mathbf {J} =(\rho c,\mathbf {j} )}, unde ρ este funcția de densitate de probabilitate corespunzătoare componentei de timp, iar j este vectorul curent de probabilitate. În mecanica cuantică nerelativistă, acest curent este întotdeauna bine definit, deoarece expresiile pentru densitate și curent sunt definite pozitiv și pot admite o interpretare probabilistică. În mecanica cuantică relativistă și în teoria cuantică a câmpurilor, nu este întotdeauna posibilă găsirea unui curent, în special atunci când sunt implicate interacțiuni.
Înlocuind energia cu operatorul de energie și impulsul cu operatorul de impuls în impulsul cvadruplu, se obține operatorul de impuls cvadruplu, utilizat în ecuațiile relativiste ale undelor.

### Spin cvadruplu
Viteza cvadruplă a unei particule este definită prin: {\displaystyle \mathbf {S} =(0,\mathbf {s} )}unde s este pseudovectorul de spin. În mecanica cuantică, nu toate cele trei componente ale acestui vector sunt măsurabile simultan, ci doar una dintre ele. Componenta temporală este zero în cadrul de repaus al particulei, dar nu și în orice alt cadru. Această componentă poate fi găsită printr-o transformare Lorentz corespunzătoare.
Norma la pătrat este mărimea (negativă) la pătrat a spinului, iar conform mecanicii cuantice avem{\displaystyle \|\mathbf {S} \|^{2}=-|\mathbf {s} |^{2}=-\hbar ^{2}s(s+1)}. Această valoare este observabilă și cuantificată, s fiind numărul cuantic de spin (și nu mărimea vectorului de spin).

## Alte formulări

### Cvadrivectori în algebra spațiului fizic
Un cvadrivector A poate fi definit, de asemenea, folosind matricele Pauli ca bază, din nou în diverse notații echivalente:{\displaystyle {\begin{aligned}\mathbf {A} &=\left(A^{0},\,A^{1},\,A^{2},\,A^{3}\right)\\&=A^{0}{\boldsymbol {\sigma }}_{0}+A^{1}{\boldsymbol {\sigma }}_{1}+A^{2}{\boldsymbol {\sigma }}_{2}+A^{3}{\boldsymbol {\sigma }}_{3}\\&=A^{0}{\boldsymbol {\sigma }}_{0}+A^{i}{\boldsymbol {\sigma }}_{i}\\&=A^{\alpha }{\boldsymbol {\sigma }}_{\alpha }\\\end{aligned}}}sau explicit:{\displaystyle {\begin{aligned}\mathbf {A} &=A^{0}{\begin{pmatrix}1&0\\0&1\end{pmatrix}}+A^{1}{\begin{pmatrix}0&1\\1&0\end{pmatrix}}+A^{2}{\begin{pmatrix}0&-i\\i&0\end{pmatrix}}+A^{3}{\begin{pmatrix}1&0\\0&-1\end{pmatrix}}\\&={\begin{pmatrix}A^{0}+A^{3}&A^{1}-iA^{2}\\A^{1}+iA^{2}&A^{0}-A^{3}\end{pmatrix}}\end{aligned}}}iar în această formulare, cvadrivectorul este reprezentat ca o matrice hermitiană (transpunerea matricei și conjugatul complex al matricei o lasă neschimbată), mai degrabă decât ca un vector coloană sau rând cu valoare reală. Determinantul matricei este modulul cvadrivectorului, astfel încât determinantul este un invariant:{\displaystyle {\begin{aligned}|\mathbf {A} |&={\begin{vmatrix}A^{0}+A^{3}&A^{1}-iA^{2}\\A^{1}+iA^{2}&A^{0}-A^{3}\end{vmatrix}}\\&=\left(A^{0}+A^{3}\right)\left(A^{0}-A^{3}\right)-\left(A^{1}-iA^{2}\right)\left(A^{1}+iA^{2}\right)\\&=\left(A^{0}\right)^{2}-\left(A^{1}\right)^{2}-\left(A^{2}\right)^{2}-\left(A^{3}\right)^{2}\end{aligned}}}Această idee de utilizare a matricelor Pauli ca vectori de bază este utilizată în algebra spațiului fizic, un exemplu de algebră Clifford.

### Cvadrivectori în algebra spațiu-timp
În algebra spațiu-timp, un alt exemplu de algebră Clifford, matricele gamma pot forma, de asemenea, o bază. (Ele sunt numite și matricele Dirac, datorită apariției lor în ecuația Dirac). Există mai multe moduri de exprimare a matricelor gamma, detaliate în acest articol principal.
Notația Feynman slash este o prescurtare pentru un cvadrivector A contractat cu matricele gamma:{\displaystyle \mathbf {A} \!\!\!\!/=A_{\alpha }\gamma ^{\alpha }=A_{0}\gamma ^{0}+A_{1}\gamma ^{1}+A_{2}\gamma ^{2}+A_{3}\gamma ^{3}}Contracția impulsului cvadruplu cu matricele gamma este un caz important în mecanica cuantică relativistă și în teoria cuantică a câmpurilor relativiste. În ecuația lui Dirac și în alte ecuații de undă relativiste, termenii de forma:{\displaystyle \mathbf {P} \!\!\!\!/=P_{\alpha }\gamma ^{\alpha }=P_{0}\gamma ^{0}+P_{1}\gamma ^{1}+P_{2}\gamma ^{2}+P_{3}\gamma ^{3}={\dfrac {E}{c}}\gamma ^{0}-p_{x}\gamma ^{1}-p_{y}\gamma ^{2}-p_{z}\gamma ^{3}}apar, în care energia E și componentele impulsului (px, py, pz) sunt înlocuite cu operatorii respectivi.